# Mordella signata
Mordella signata es una especie de coleóptero de la familia Mordellidae.

## Distribución geográfica
Habita en México, Nicaragua y Nuevo México (Estados Unidos).